# Dagmara Wozniak
Pour les articles homonymes, voir Wozniak.
Dagmara Wozniak, née le 1er juillet 1988 à Wrocław, est une escrimeuse américaine, née polonaise, vainqueur avec l'équipe des États-Unis du titre de championne du monde par équipes en 2014.

## Carrière
Ses parents quittent la Pologne pour les États-Unis alors qu'elle a un an, et s'installent dans le New Jersey.
Dès l'âge de vingt ans, Wozniak participe aux Jeux olympiques de 2008 en tant que remplaçante dans l'équipe américaine. Aux Jeux olympiques de 2012, elle fait également partie de l'équipe des États-Unis, mais en raison du roulement des épreuves par équipes aux Jeux, l'épreuve de sabre féminin n'est pas disputée. Wozniak quitte ces deux compétitions sans médaille. Entretemps, elle décroche la médaille de bronze par équipes aux championnats du monde 2011, performance que l'équipe réédite aux championnats du monde 2013. La consécration pour les Américaines vient l'année suivante, en 2014, pendant laquelle elles remportent le titre de championnes du monde en battant la France en finale. 
En individuel, Wozniak est depuis la coupe du monde 2009-2010 membre du top 16 mondial, et une habituée des podiums et des places d'honneur. Elle n'a toutefois pas encore soulevé de trophée sur le circuit senior.

## Palmarès
- Jeux olympiques
  -  Médaille de bronze par équipes lors des Jeux olympiques 2016 de Rio de Janeiro
- Championnats du monde d'escrime
  -  Championne du monde par équipes aux championnats du monde d'escrime 2014 à Kazan
  -  Médaille de bronze par équipes aux championnats du monde d'escrime 2011 à Catane
  -  Médaille de bronze par équipes aux championnats du monde d'escrime 2012 à Kiev
  -  Médaille de bronze par équipes aux championnats du monde d'escrime 2013 à Budapest
  -  Médaille de bronze par équipes aux championnats du monde d'escrime 2015 à Moscou

- Championnats panaméricains d'escrime
  -  Médaille d'or par équipe en 2015 à Santiago du Chili
  -  Médaille d'or par équipe en 2013 à Carthagène des Indes
  -  Médaille d'argent aux championnats panaméricains d'escrime 2012 à Cancún
  -  Médaille d'argent aux championnats panaméricains d'escrime 2015 à Santiago du Chili
  -  Médaille de bronze aux championnats panaméricains d'escrime 2010 à San José
  -  Médaille de bronze aux championnats panaméricains d'escrime 2013 à Carthagène des Indes
  -  Médaille de bronze aux championnats panaméricains d'escrime 2014 à San José